# Ananteridae
Famille
Les Ananteridae sont une famille de scorpions.

## Distribution
Les espèces de cette famille se rencontrent en Amérique, en Afrique et en Asie du Sud.

## Description
Ces scorpions mesurent de 9 à 41 mm de long.

## Liste des genres
Selon The Scorpion Files (15/07/2024) :
- Ananteris Thorell, 1891
- Ananteroides Borelli, 1911
- Himalayotityobuthus Lourenço, 1997
- Lychasioides Vachon, 1974
- Microananteris Lourenço, 2003
- Tityobuthus Pocock, 1893
- Troglotityobuthus Lourenço, 2000

Selon Ythier en 2024 :
- † Archaeoananteroides Lourenço, 2016
- † Palaeoananteris Lourenço & Weitschat, 2001
- † Palaeotityobuthus Lourenço & Weitschat, 2000

## Systématique et taxinomie
Cette famille a été décrite par Pocock en 1900 en tant que sous-famille des Buthidae. Elle est élevée au rang de famille par Ythier en 2024.
Cette famille comprend 128 espèces dans sept genres, ainsi que cinq espèces fossiles dans trois genres fossiles.

## Publication originale
- Pocock, 1900 : « Arachnida. » The fauna of British India, including Ceylon and Burma, London, Taylor and Francis, p. 1-279 (texte intégral).